# ایان کالینز (تنیس‌باز)
ایان کالینز (انگلیسی: Ian Collins؛ زاده ۲۳ آوریل ۱۹۰۳ درگذشته ۲۰ مارس ۱۹۷۵) یک تنیس‌باز اهل بریتانیا بود.